# Григорій (Зафіров)
Митрополит Григорій (в миру Христо Василєв Зафіров; 1853, Стара-Загора — 4 листопада 1906, Бітола) — єпископ Болгарської православної церкви, митрополит Пелаґонійський.

## Біографія
Народився зі світським ім'ям Христо Василєв Зафіров в місті Стара-Загора 1853 року. Пострижений у ченці у 1874 року, єпископом Іларіоном Макаріопольським. З 1876 по 1881 рік навчався в Петропавлівській духовній семінарії. Після закінчення був призначений викладачем цієї семінарії. В період з 1885 до 1889 навчався в Московській духовній академії.
Переїхав до Константинополя, зведений в сан архімандрита і обраний головою болгарської церковної громади в Салоніках. 6 грудня 1890 висвячений на єпископа з титулом Макаріопольський, але також титулувався як Блаженоградський.
З 1891 року керував Охридською єпархією Болгарського екзархату. 6 серпня 1894 обраний Охридським митрополитом. У 1897 році збудував будівлю болгарської школи святого Климента Охридського, сьогодні місце проживання митрополита Дебарського та Кічевського.
Отримавши дозвіл султана для перебування єпископа Болгарського екзархату в Бітолі в 1897 році, після чого був висвячений на митрополита Пелаґонії. Він енергійно піклувався про болгарське населення там до своєї смерті в 1906 року. Взимку після Ілінден-Преображенського повстання особисто розподіляв допомогу з Болгарії постраждалому населенню Касторії. 

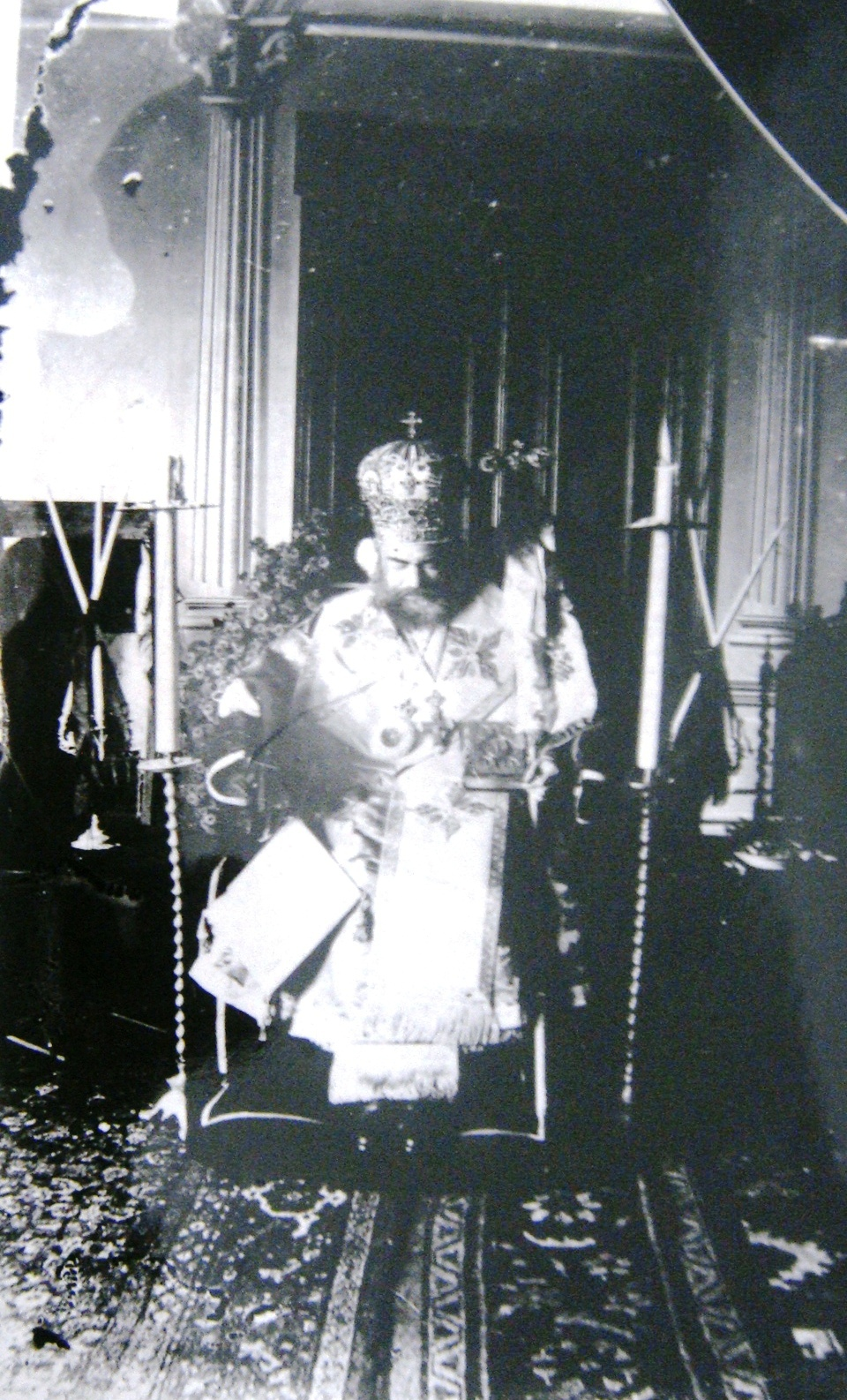
Григорій Пелаґонійський близько 1900 року

Як прихильник еволюційних поглядів Болгарського екзархату, мав напружені відносини з Внутрішньою македонсько-одринською революційною організацією; проте його пам'ятають як авторитетного представника та захисника болгар у єпархії. За спогадами Томи Ніколова:
|  | Він поводився як аристократ. За винятком того, коли він ходив до церкви та під час офіційних візитів до чиновників, його не можна було побачити на вулиці. Він користувався великим авторитетом між урядовими колами та консульським органом. Він вільно володів турецькою мовою і був дуже щедрим на подарунки пашам і беям. Своєю поведінкою він затьмарив грецького митрополита. |

Побудував метрополію у Бітолі, який досі служить місцем розташування єпископів.
Могила-мавзолей Григорія Пелаґонійського знаходиться в північно-західній частині церкви Пресвятої Богородиці в Бітолі.